# Laila
Laila – singel zapowiadający jedenasty album niemieckiego zespołu Blue System, Forever Blue. Został wydany 25 sierpnia 1995 roku przez wytwórnię Hansa International.

## Lista utworów
7" (Hansa 74321-30432-7) (BMG) 25.08.1995
| Nr | Tytuł               | Długość |
| -- | ------------------- | ------- |
| 1. | Laila (Airplay Mix) | 3:27    |
| 2. | Marvin’s Song       | 3:40    |

CD (Hansa 74321-23576-2) (BMG) 25.08.1995
| Nr | Tytuł                    | Długość |
| -- | ------------------------ | ------- |
| 1. | Laila (Airplay Mix)      | 3:27    |
| 2. | Laila (Maxi Version)     | 4:12    |
| 3. | Laila (Extended Version) | 5:05    |
| 4. | Marvin’s Song            | 3:40    |

## Lista przebojów (1995)
| Państwo | Najwyższe miejsce |
| ------- | ----------------- |
| Niemcy  | 29                |

## Autorzy
- Muzyka: Dieter Bohlen
- Autor Tekstów: Dieter Bohlen
- Wokalista: Dieter Bohlen
- Producent: Dieter Bohlen
- Aranżacja: Dieter Bohlen
- Nagrano w Jeopark przez Jeo i T.Brtötzmanna